# Mecocerculus calopterus
A Mecocerculus calopterus a madarak (Aves) osztályának verébalakúak (Passeriformes) rendjébe és a királygébicsfélék (Tyrannidae) családjába tartozó faj.

## Rendszerezése
A fajt Philip Lutley Sclater angol ügyvéd és zoológus írta le 1859-ben, a Formicivora nembe Formicivora caloptera néven. Egyes szervezetek a Xanthomyias nembe sorolják Xanthomyias calopterus néven.

## Előfordulása
Az Andokban, Ecuador és Peru területén honos. Természetes élőhelyei a szubtrópusi és trópusi síkvidéki és hegyi esőerdők, száraz erdők, valamint ültetvények és másodlagos erdők. Állandó, nem vonuló faj.

## Megjelenése
Testhossza 11 centiméter, testtömege 10-11 gramm.
|  |

## Természetvédelmi helyzete
Az elterjedési területe nagyon nagy, egyedszáma pedig stabil. A Természetvédelmi Világszövetség Vörös listáján nem fenyegetett fajként szerepel.